# Amerikanische Rundstechrochen
Die Amerikanischen Rundstechrochen (Urotrygonidae) sind eine Familie der Rochen (Batoidea). Sie leben  auf dem Kontinentalschelf an beiden Seiten des amerikanischen Doppelkontinents in tropischen und subtropischen Regionen des westlichen Atlantik und des östlichen Pazifik.

## Merkmale
Amerikanische Rundstechrochen werden 17 bis 90 Zentimeter lang. Die Körperscheibe ist oval bis annähernd rund und hat immer eine Breite von weniger als der 1,3fachen Körperlänge. Der Kopf ist nicht abgesetzt. Das Rostrum variiert von sehr kurz und stumpf bis lang und spitz. Das Maul liegt relativ weit vorn auf der Bauchscheibe. Die Kiefer sind mit Reihen von kleinen abgeflachten bis spitzen Zähnen besetzt, die in quincunxartig angeordnet sind. Der Schwanz ist für gewöhnlich kürzer oder genau so lang wie die Körperscheibe, hat eine relativ breite Basis und manchmal einen schmalen Hautstreifen an beiden Seiten. Rückenflossen fehlen. Die Schwanzflosse ist gut entwickelt mit einem kurzen dorsalen und einem längeren ventralen Lobus. Vor der Schwanzflosse liegen eine oder mehrere an der Seite gesägte Stacheln. Die Haut kann glatt sein oder mit kleinen Dentikeln oder Dornen auf der Rückenseite besetzt sein.

## Lebensweise
Amerikanische Rundstechrochen leben an den Küsten des tropischen und subtropischen westlichen Atlantiks und des östlichen Pazifiks meist in Tiefen von weniger als 90 Metern. Sie sind lebendgebärend und die Weibchen bekommen ein bis sechs Jungrochen nach einer Tragzeit von mehr als 6 Monaten.

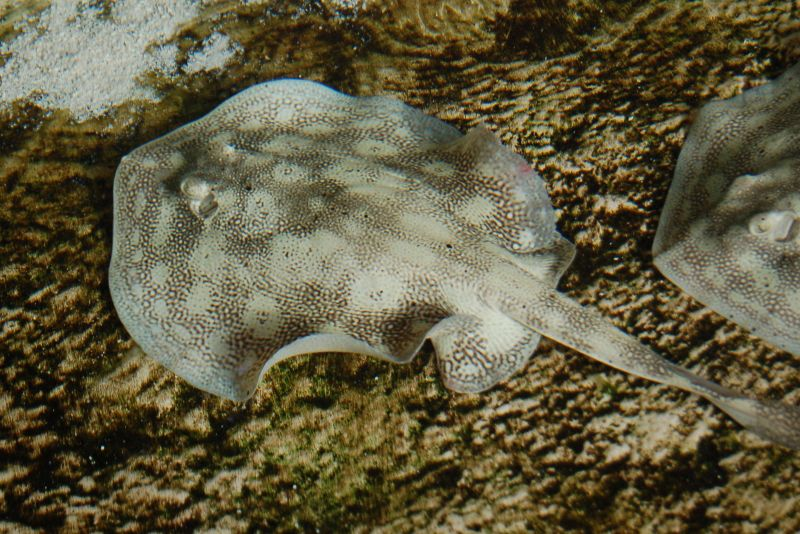
Jamaika-Stechrochen (Urobatis jamaicensis)

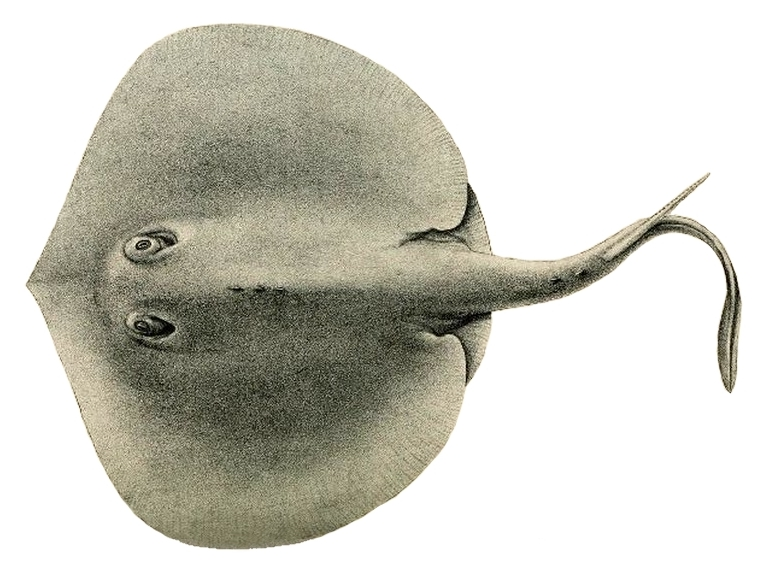
Urotrygon chilensis

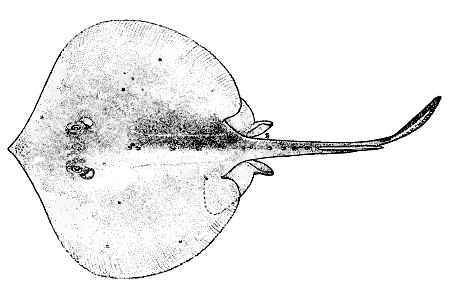
Urotrygon peruanus

## Systematik
Es gibt zwei Gattungen mit 20 Arten. Beide Gattungen wurden früher zu den Rundstechrochen (Urolophidae) gerechnet. Erst im Jahr 1996 wurde die Familie Urotrygonidae eingeführt. Die Amerikanischen Rundstechrochen sind nah mit den südamerikanischen Süßwasserstechrochen (Potamotrygonidae) verwandt.
- Gattung Urobatis Garman, 1913
  - Urobatis concentricus Osburn & Nichols, 1916
  - Kalifornischer Rundstechrochen (Urobatis halleri (Cooper, 1863))
  - Jamaika-Stechrochen (Urobatis jamaicensis (Cuvier, 1816))
  - Urobatis maculatus Garman, 1913
  - Urobatis marmoratus (Philippi, 1893)
  - Urobatis pardalis Moral-Flores et al., 2015
  - Urobatis tumbesensis (Chirichigno F. & McEachran, 1979)
- Gattung Urotrygon Gill, 1863
  - Urotrygon aspidura (Jordan & Gilbert, 1882)
  - Urotrygon caudispinosus Hildebrand, 1946
  - Urotrygon chilensis (Günther, 1872)
  - Urotrygon cimar López S. & Bussing, 1998
  - Urotrygon microphthalmum Delsman, 1941
  - Urotrygon munda Gill, 1863
  - Urotrygon nana Miyake & McEachran, 1988
  - Urotrygon peruanus Hildebrand, 1946
  - Urotrygon reticulata Miyake & McEachran, 1988
  - Urotrygon rogersi (Jordan & Starks in Jordan, 1895)
  - Urotrygon serrula Hildebrand, 1946
  - Urotrygon simulatrix Miyake & McEachran, 1988
  - Urotrygon venezuelae Schultz, 1949